# Pagine di vita
Pagine di vita (Páginas da vida) è una telenovela brasiliana del 2006 prodotta da Rede Globo de Televisão, trasmessa dal 28 ottobre 2013 al 23 maggio 2014 in Italia su Rai Premium. Dal 16 ottobre 2015 è andata in onda su Mediaset Extra, nello spazio mattutino Novela.
La telenovela, per i temi scottanti e di attualità trattati (per citarne alcuni: integrazione delle persone diversamente abili, disturbi alimentari, omosessualità), è stata un vero e proprio successo in Brasile ed anche a livello internazionale.
Il cast principale include Regina Duarte, José Mayer, Ana Paula Arósio, Thiago Lacerda, Lilia Cabral (che per la sua interpretazione è stata candidata all'Emmy), Fernanda Vasconcellos,  Edson Celulari, Natália do Vale e, in un cameo, Sônia Braga.

## Trama
La storia inizia con l'incontro tra Olivia e Nanda, entrambe brasiliane, ad Amsterdam: la prima è in viaggio di nozze col marito Silvio, mentre l'altra è lì per studiare storia dell'arte. Nasce subito un'amicizia tra le due donne, e Nanda rivela ad Olivia di essere incinta ma di temere la reazione del suo ragazzo, Leo, alla notizia.
E infatti il ragazzo non condivide la sua gravidanza, non si sente pronto a diventare padre: i due si lasciano e Nanda, disperata, decide di tornare a Rio de Janeiro. Mentre il padre l'accoglie con affetto e le offre il suo appoggio, la madre, Marta, una donna fredda, intransigente e amareggiata dalla vita, la tratta malissimo, avendo oltretutto saputo che è incinta di due gemelli, che per lei sono solo altre due bocche da sfamare, visti i problemi economici in famiglia.
Dopo un confronto drammatico con la madre, Nanda ha un incidente e viene portata in ospedale dove partorisce, assistita dalla ginecologa Helena, i gemelli Francesco e Chiara: li fa appena in tempo a vedere, poiché muore subito dopo.
Marta si reca in ospedale per prendere i bambini ma, appreso che Chiara è affetta da sindrome di Down, la rifiuta fermamente e porta via solo Francesco, raccontando a tutti che la piccola, nata con problemi, è morta poco dopo.
Helena, dall'animo nobile e sensibile, decide di adottare Chiara, anche perché lei ha perso in passato una figlia ed ora è ben felice di averne un'altra, nonostante i problemi che la disabilità potrà comportare. Passano alcuni anni e un giorno Leo torna a Rio, dove scopre di avere un figlio. Sarà Olivia che lo aiuterà a riavvicinarsi a lui, mentre Helena verrà tormentata da un dilemma: rivelare all'uomo che Chiara è viva e l'ha cresciuta lei, rischiando di perderla, oppure continuare a tenere il segreto. Alla fine Helena decide di parlare: il padre Leo vuole allora ottenere sia la custodia di Francesco che quella di Chiara dopo avere saputo che quest'ultima è viva, e va in tribunale. Si decide che Chiara deve restare con la dottoressa Helena, e Francesco con il nonno Alex.

## Diffusione in Italia
L'edizione italiana della telenovela è stata curata dal canale tematico Lady Channel che, per accordi commerciali, ha ceduto prima i diritti all'emittente locale Antenna Sicilia per una breve messa in onda estiva, per fare in modo di poterla poi trasmettere lui stesso integralmente nel periodo invernale.
A livello locale è stata trasmessa anche su Telenorba 7 e Telenorba 8 e attualmente anche su Video Calabria.
La telenovela si compone di 203 puntate da 75 minuti nella versione brasiliana e 150 puntate da 50 minuti nella versione internazionale.